# 리오마리나
리오마리나(이탈리아어: Rio Marina)는 이탈리아 토스카나주 리보르노도에 있는 코무네다. 엘바섬에 위치해 있다.

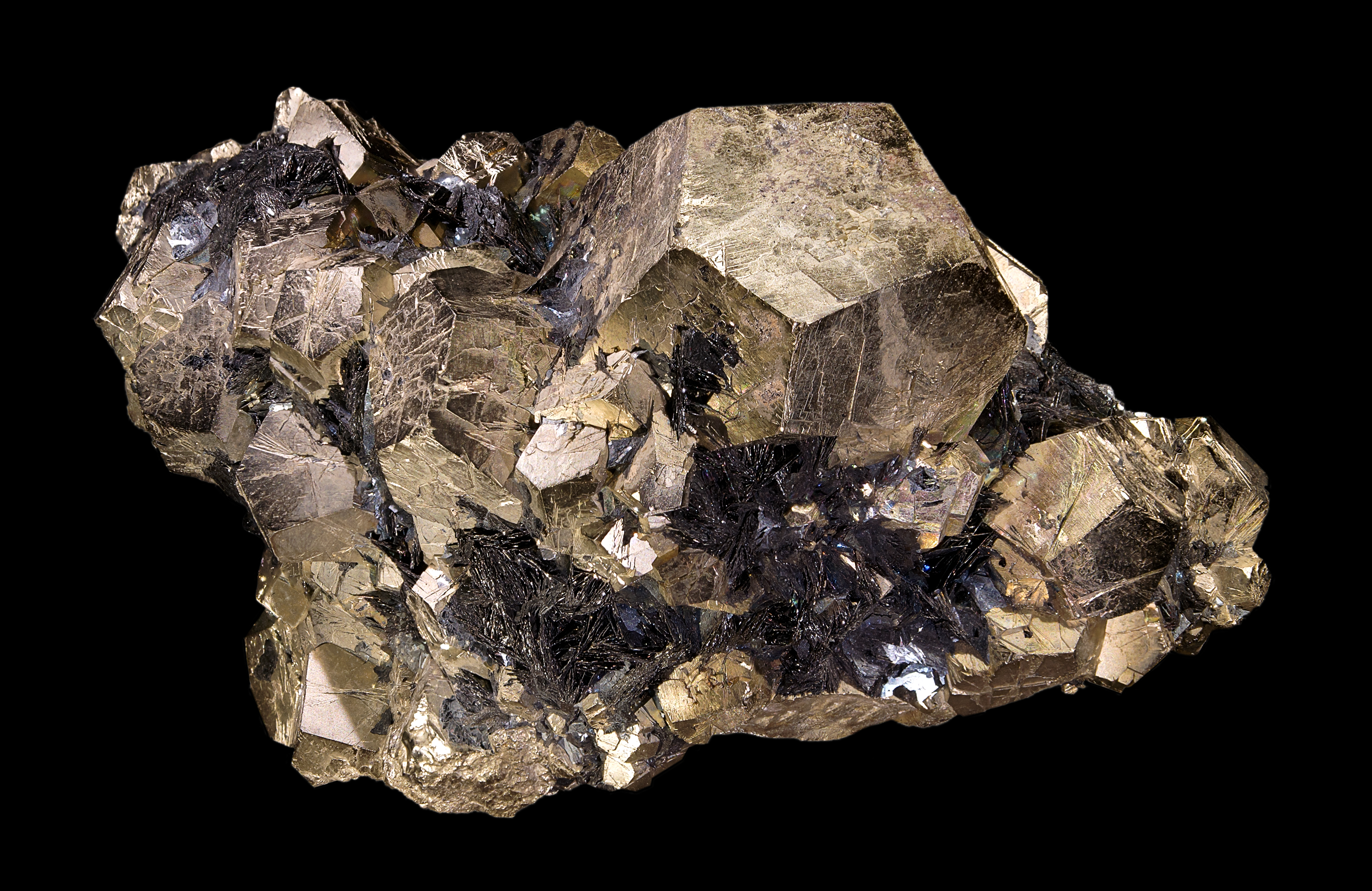
리오마리나의 황철석과 적철석.

## 역사
이곳에 사람이 정착한 것은 15세기부터이다. 해적이 약해질 무렵인 18세기에 리오넬렐바 인근 항구로서 성장하였다.
1799년 프랑스 침공이 일어나던 당시에 인구가 879명이였다. 그시기에 철광석 채취가 시작되었다. 광산은 1981년에 폐광하였고, 현재 리오마리나의 경제는 대부분을 관광업을 바탕으로 하고 있다.